# 多蒙
多蒙（法語：Domont，法語發音：[dɔmɔ̃] ⓘ）是法国法兰西岛大区瓦兹河谷省的一个市镇，位于该省东南部，属于萨塞勒区。

## 地理
多蒙（49°1'39"N, 2°19'36"E）面积8.33 平方千米，位于法国法蘭西島大區瓦兹河谷省，该省份为法国北部内陆省份，北起瓦兹省，西接厄尔省，南至塞纳-圣但尼省、上塞纳省和伊夫林省，东临塞纳-马恩省。
与多蒙接壤的市镇（或旧市镇、城区）包括：穆瓦塞勒、蒙利尼翁、蒙莫朗西、昂迪伊、布费蒙、埃藏维尔、皮斯科、圣普里。

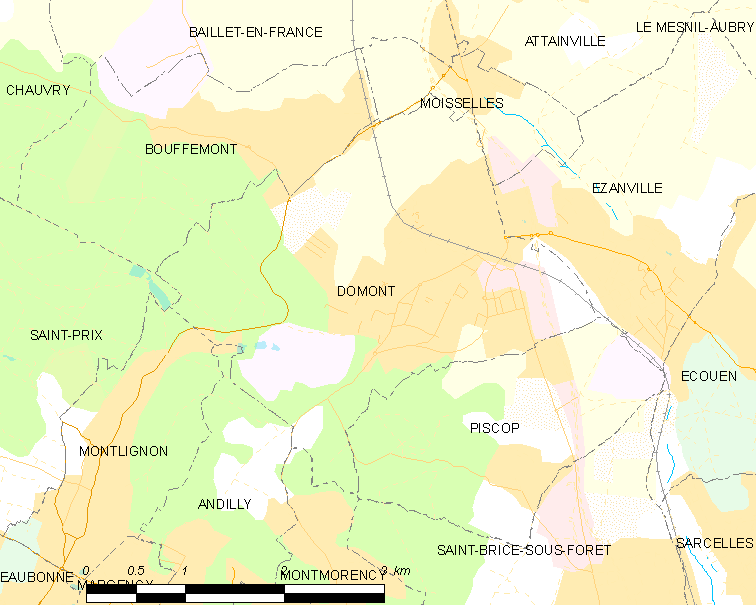
多蒙的OSM定位图

多蒙的时区为UTC+01:00、UTC+02:00（夏令时）。

## 行政
多蒙的邮政编码为95330，INSEE市镇编码为95199。

## 政治
多蒙所属的省级选区为多蒙县。

## 人口

1962-2008年间多蒙人口变化图示

多蒙于2022年1月1日时的人口数量为16075人。